# Qatra, Idlib
Qatra, Idlib (tiếng Ả Rập: قطرة) là một ngôi làng Syria nằm ở Sinjar Nahiyah ở huyện Maarrat al-Nu'man, Idlib. Theo Cục Thống kê Trung ương Syria (CBS), Qatra, Idlib có dân số 357 vào năm 2004.